# Кызылагашский сельский округ (Жетысуская область)
Кызылагашский сельский округ — сельский округ в Аксуском районе Жетысуской области Казахстана.
В состав Кызылагашского сельского округа входят:
- Кызылагаш (каз. Қызылағаш) — Административный центр Кызылагашского сельского округа. Код КАТО — 193265100.
- Актоган (каз. Ақтоған, до 2010 г. — Заречное). Код КАТО — 193265200
- Копалы (каз. Қопалы). Код КАТО — 193265400.

## География Кызылагашского сельского округа
Кызылагаш и Актоган расположен в предгорьях Джунгарского Алатау, по выходе на равнину реки Кызылагаш и других рек и ручьёв бассейна р. Биен, теряющихся в песках Жалкума не доходя до озера Балхаш, поскольку их воды ныне регулируются водохранилищами и разбираются на орошение в населением самого Кызылагаша и более мелких близлежащих аулов.

## Прорыв плотины в Кызылагаше
Прорыв плотины в Кызылагаше (11 марта 2010 года) — стал одним из самых разрушительных паводков в истории современного Казахстана. Прорыв произошёл в ночь с 11 на 12 марта, 12 часов 37 минут, выше села Кызылагаш, Аксуский район Жетысуской области с 3 тысячами жителей.
Интенсивное таяние снега, обильные дожди, а также неосмотрительность местных властей привели к размыву дамбы и прорыву Кызылагашского водохранилища в верхнем течении р. Кызылагаш. Плотина, а также само Кызылагашское водохранилище, были переданы в частные руки в 2004 году, когда его эксплуатацию начал ТОО «Шынар», а с 2007 года — сельский потребительский кооператив водопользователей «Кызылагаш». Прорыв произошел вероятнее всего из-за того, что управляющие Кызылагашским водохранилищем как всегда хотели накопить побольше воды в преддверии засушливого казахстанского лета, но при этом не отнеслись с должной серьёзностью к создавшейся в регионе паводковой ситуации. Вследствие 2-метровой волной был затоплен одноимённый посёлок, в меньшей степени пострадали соседние населённые пункты (Егинсу, Актоган, Колтабан, станция Алажиде и др.) Вода также смыла мост на трассе Алма-Ата — Усть-Каменогорск.